# 마이클 오로즈코
마이클 오로즈코 피스칼(Michael Orozco Fiscal, 1986년 2월 7일 ~)은 미국의 축구 선수이다.
1986년 2월 7일 캘리포니아 오렌지카운티에서 태어났다. 멕시코계 미국인인 그를 그의 부모가 멕시코 프리메라리가의 한 유소년팀에 보내 교육을 시켜 축구와 인연을 맺었다.
2001년 어빙 스트라이커즈에 입단한 이후 2006년 산 루이스를 거쳐 멕시코 푸에블라로 이적했다.
2008년 베이징올림픽에 미국 축구 국가대표팀에 발탁, 1차전에서 일본을 1-0으로 이기고 '오렌지 군단' 네덜란드와도 2-2로 비기는 등 선전했으나, 최종전에서 나이지리아에게 1-2로 패배 1승1무1패로 조별리그에서 탈락했다.
이후 대표팀으로 소집되지 못하다가 위르겐 클린스만 감독에 의해 재차 소집, 자국의 2014년 FIFA 월드컵본선 진출에 기여하였다.